# Sverigefinska folkhögskolan
Sverigefinska folkhögskolan, även Haparanda folkhögskola, är en folkhögskola i Haparanda som ger allmänna och eftergymnasiala yrkesutbildningar. Skolan grundades 1973 i syfte att "förbättra sverigefinnarnas ställning och tillgodose deras skolpolitiska krav om vuxenutbildning på det egna språket".
Huvudman är Sverigefinska riksförbundet.

## Galleri

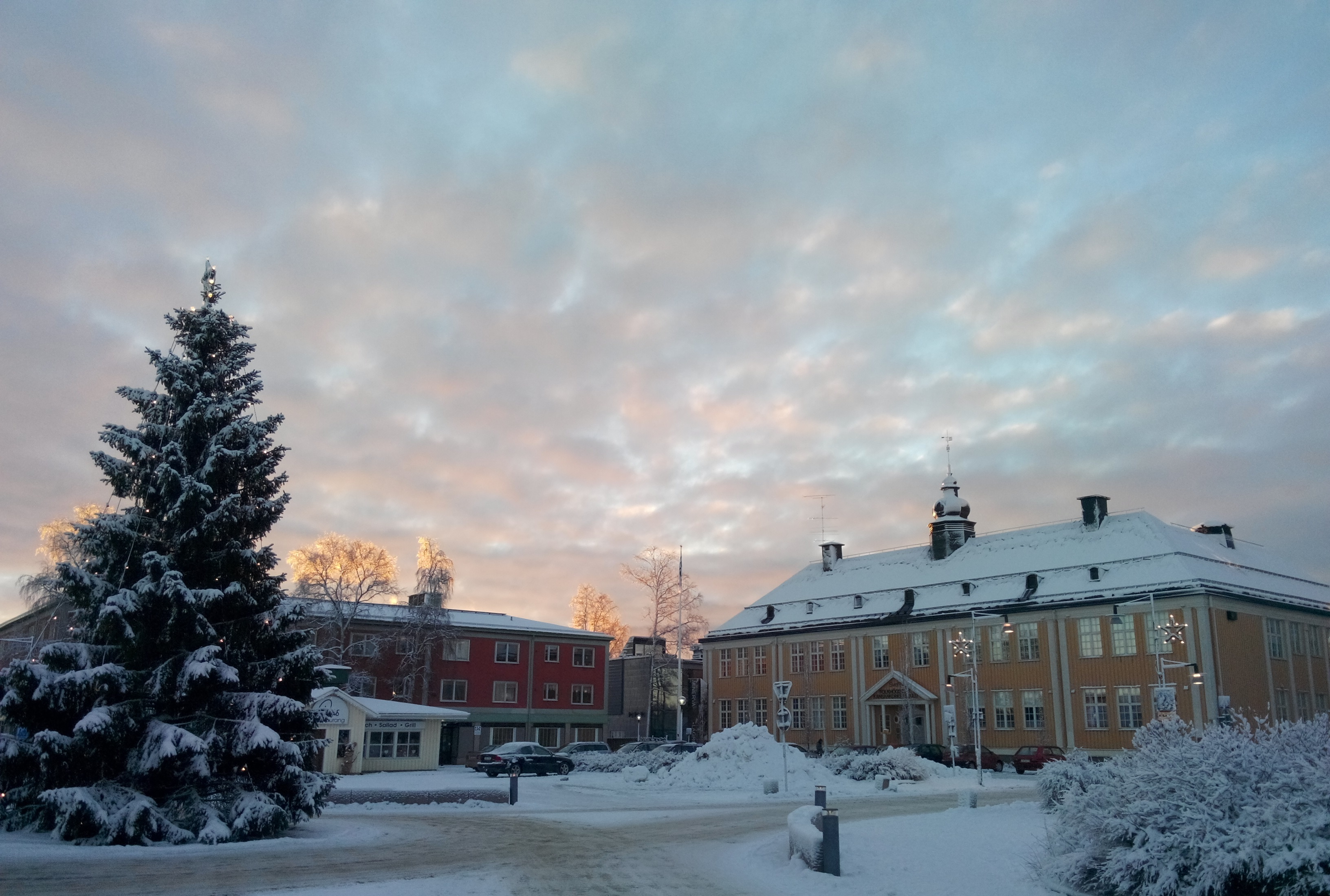
Svefi
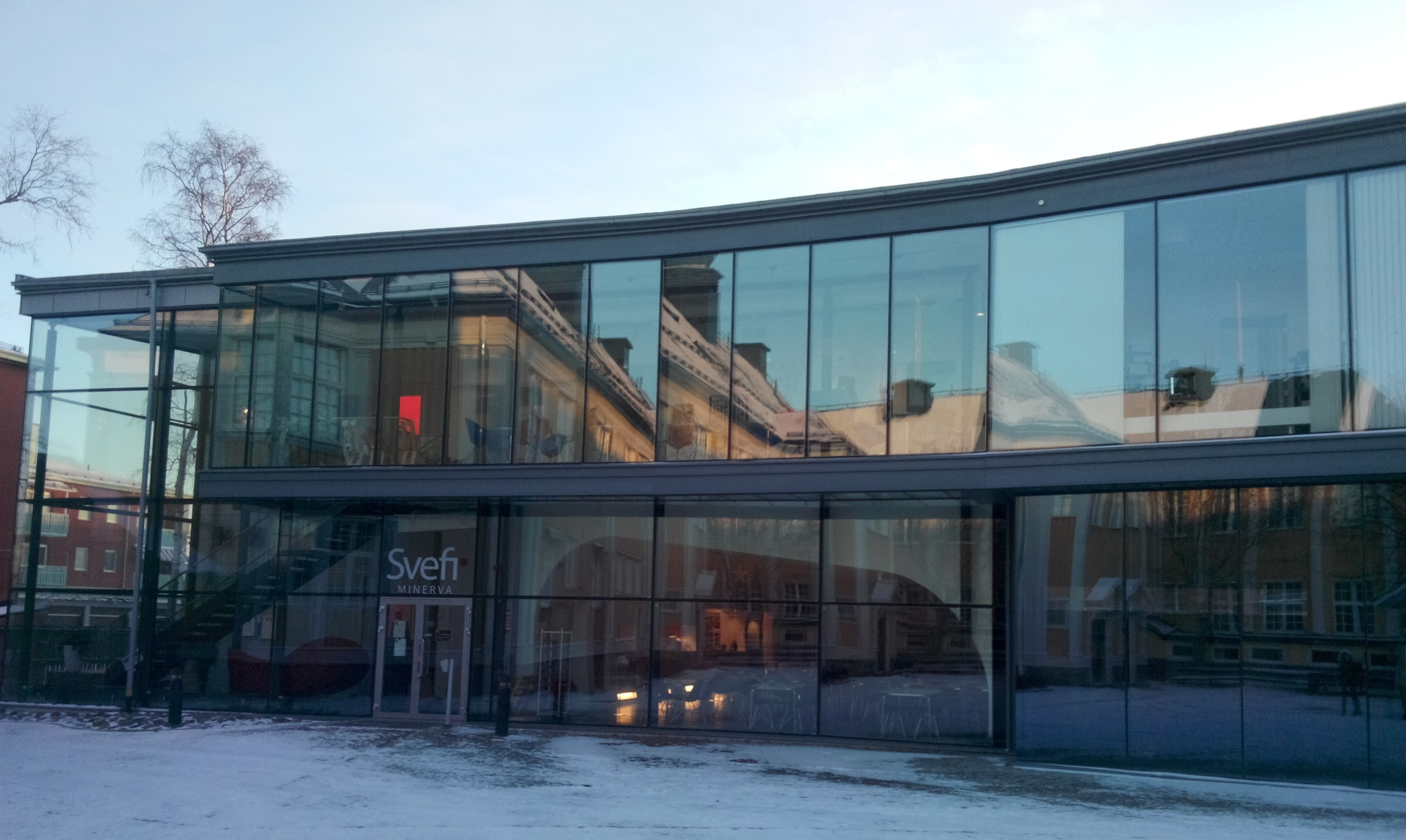
Minerva
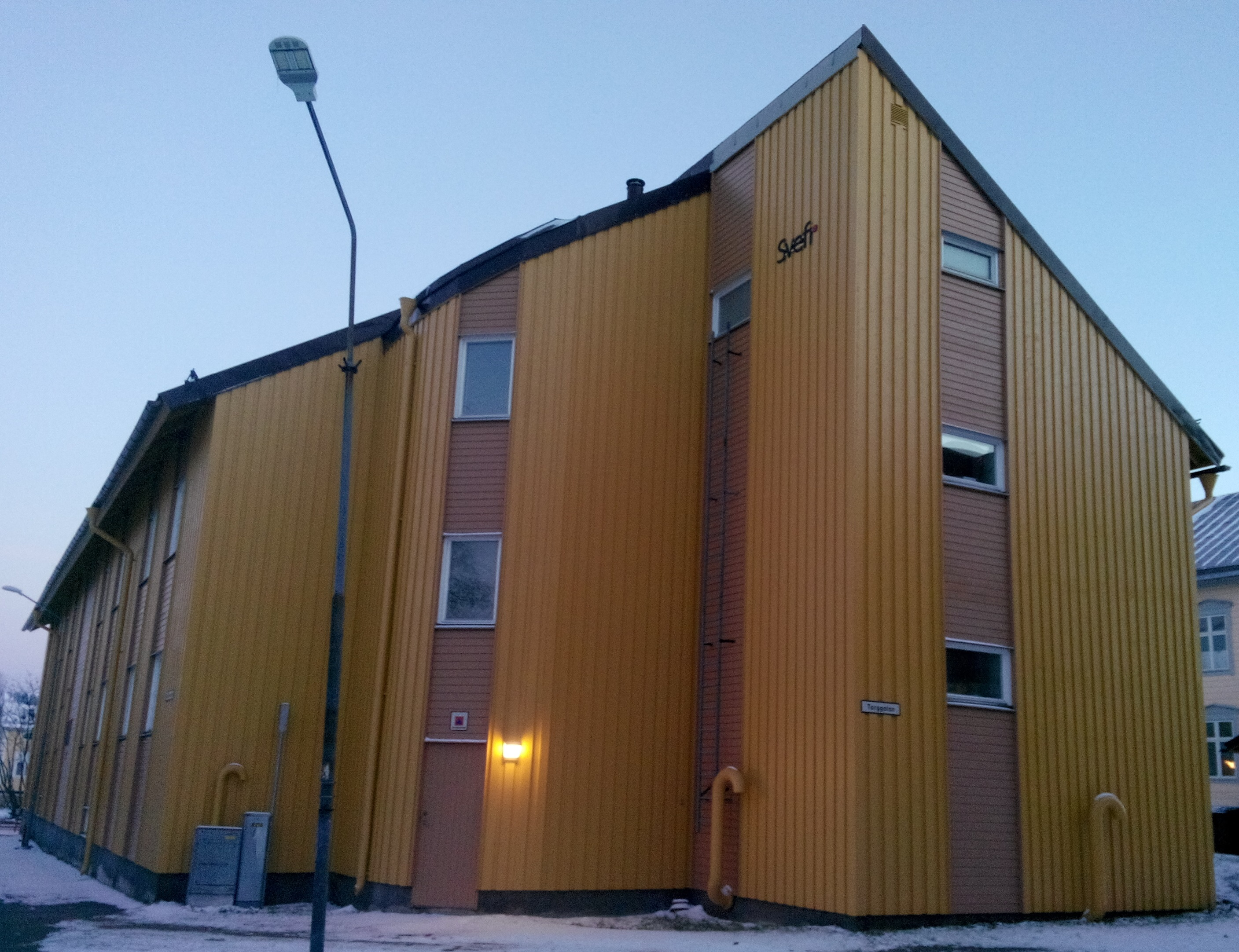
Skytten
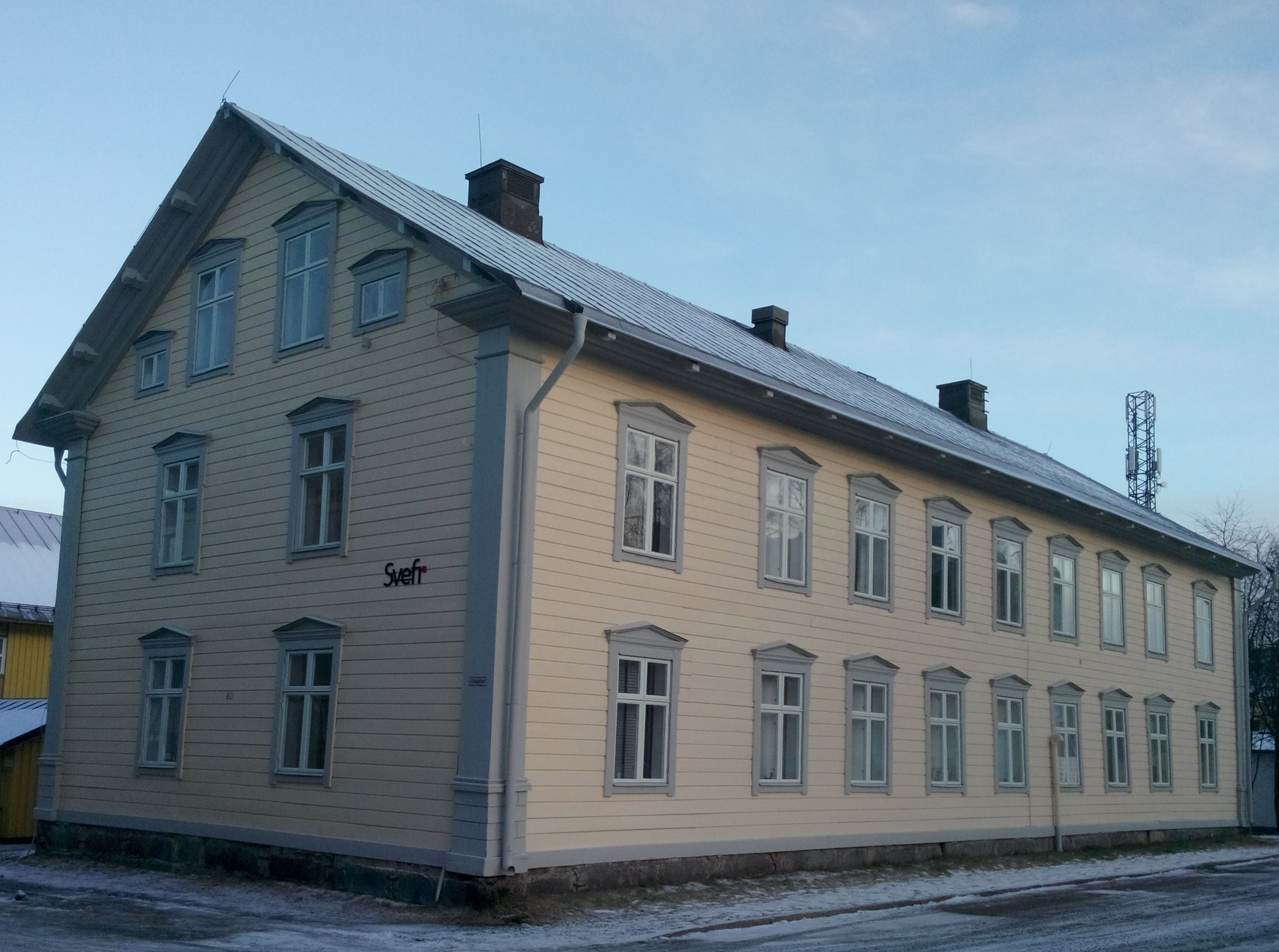
Jägaren
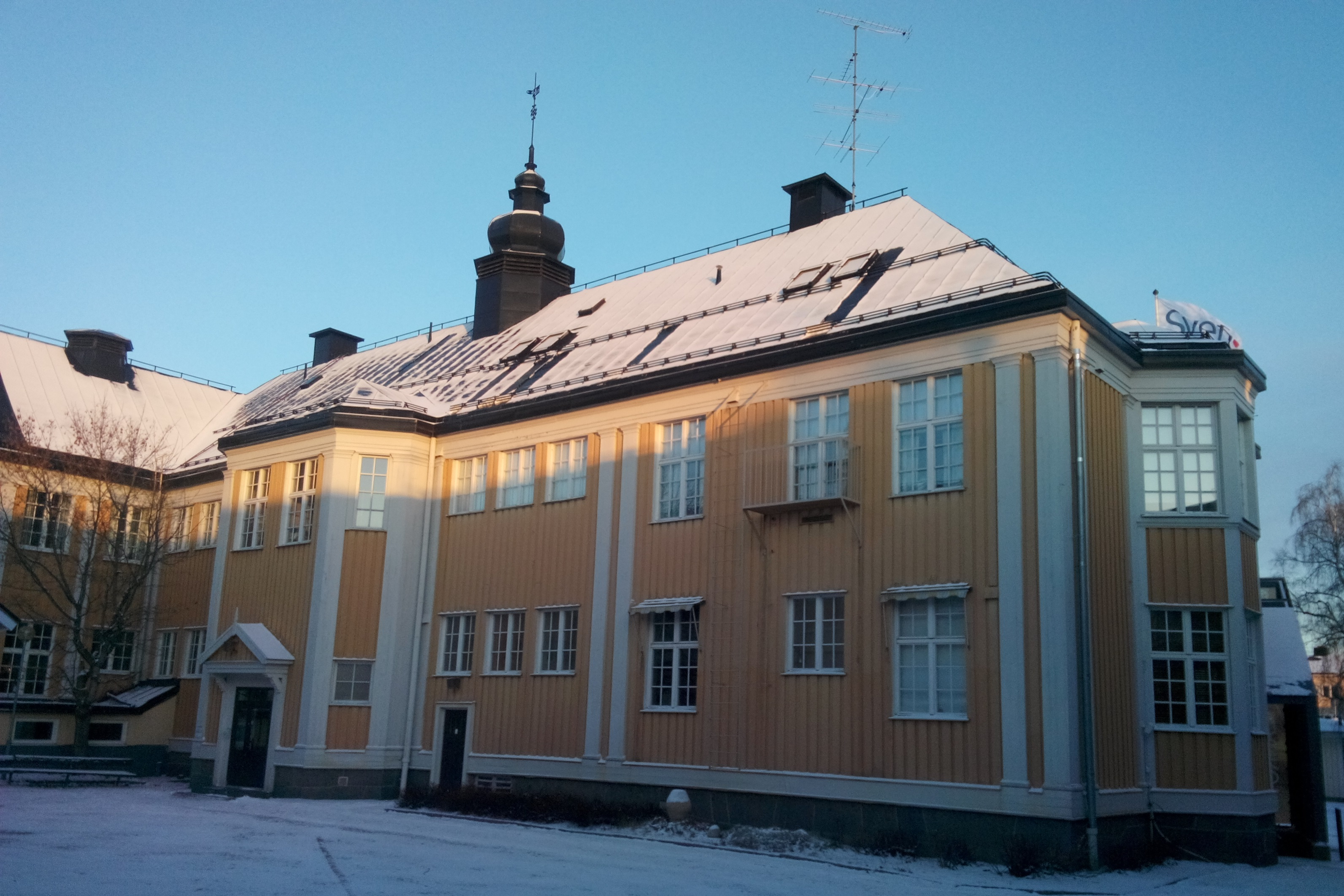
Svefi